# Munkástanácsok (1956)
A Munkástanács az 1956-os forradalom idején gombamód felszaporodó önszerveződő csoportosulások egyik legfontosabb típusa volt, amely egy-egy gyár, üzem munkásait tömörítette, felváltva a kommunista párt, az MDP szervezeteit.
A munkástanácsmozgalom a magyar munkások utolsó nagy ellenállási bázisa volt a kommunista uralom ellen. A szovjet hadsereg 1956. november 4-ei bevonulását követően sokáig a forradalom vívmányai mellett kitartó munkástanácsok egyedül képeztek politikai ellensúlyt a Kádár János vezette Forradalmi Munkás-Paraszt Kormánnyal szemben. Ez a politikai szerepük az 1980-ban megalakult lengyel Szolidaritás mozgalommal rokonítja a magyar munkástanácsokat.

## A forradalom idején
Az első munkástanács 1956. október 24-én alakult Budapesten az újpesti Egyesült Izzóban. A következő napokban sorra alakultak munkástanácsok a város más üzemeiben, például a Danuvia Szerszámgépgyárban, a Gamma Optikai Művekben, az Ikarusban, az Óbudai Hajógyárban és az Orionban.
1956. október 31-én összeült a Munkástanácsok Parlamentje, együtt a Parasztszövetség, az egyetemek forradalmi bizottságai és az Értelmiség Forradalmi Bizottságának képviselőivel.
November 4-én, amikor elindult a szovjet csapatok általános támadása, a munkástanácsok részt vettek a fegyveres ellenállásban is. A szovjetek erős ellenállásba ütköztek a budapesti munkáskerületekben, Kőbányán és Csepelen, illetve ipari központokban is, mint Sztálinváros, Ózd és Miskolc.

## Az utóvédharc
A forradalom leverése után a munkástanácsok újjászerveződtek és a forradalmat követő megtorlás közepette is egészen 1957. november 17-éig működtek, folytatva a forradalom utóvédharcát még akkor is, amikor már régen nem dörögtek a fegyverek.
Jelentős politikai szerepet a szovjet bevonulás után nyertek, amikor az ellenállás más formái lehetetlenné váltak. Rácz Sándor emlékezése szerint a munkástanácsok egy november 8-ai kerületi gyűlésén „egyöntetű volt a vélemény, hogy a munkástanácsokra most már aktív szerep vár. Eddig nem avatkoztunk bele a politikába, mert bíztunk Nagy Imrében, a forradalom politikai biztosítékát benne láttuk”.
Bali Sándor javaslatára az értekezlet elfogadta és november 14-én deklarálták a Nagy-budapesti Központi Munkástanács (NBKMT) megalakulását, amely jogosult volt az összes budapesti gyár munkásainak nevében tárgyalni a Kádár-kormánnyal. A megalakulás kezdetétől Balit akarták a NBKMT elnökévé, azonban csak titkári feladatot vállalt, a tárgyalásokat viszont minden esetben ő vezette.
Az új hatalom hiába próbálta szövetségesének megnyerni őket. A munkástanácsok rendkívül kényelmetlen ellenfél volt Kádár Forradalmi Munkás-Paraszt Kormánya számára, mivel puszta létezésükkel azt sugallták, hogy a hatalom külön áll a munkásságtól, ahol jelen voltak, ott nem hagyták újraalakulni a kommunista pártszervezeteket, sztrájkokkal fenyegettek.
Sőt többek közt egy november 25-ei, a rádión is közvetített tárgyalás során Kádár Jánossal és Apró Antallal, F. Nagy Sándor, a Ganz Villamossági Gyár küldötte még azzal, a karhatalom felállítását csak hetekkel követően az arculcsapással is felérő követeléssel is előállt, hogy állíthassák fel a fegyveres gyárőrségeket, „mert nemcsak a kormány kíván biztosítékokat a munkásosztálytól arra, hogy a munkásosztály nem fogja engedni a fasizmust létrehozni Magyarországon, hanem a munkásosztály is biztosítékot kíván a saját maga felfegyverzésén keresztül arra, hogy viszont itt semmiféle más erő valóban nem tudja megfordítani a forradalom eredeti és valóságos célkitűzéseit és a forradalom által eddig elért vívmányokat.”
Az NBKMT elnöke (1956. november 16-ától) Rácz Sándor volt, a Beloiannisz gyár munkástanácsának korábbi tagja. Az NBKMT kétnapos sztrájkot hirdetett és követelte, hogy bocsássák szabadon Nagy Imrét. Rácz elbeszélése szerint tárgyalásai során a kormánnyal 1956 végén, Apró Antal három miniszteri tárcát ajánlott a NBKMT -nek, de visszautasították.
November-decemberben országszerte álltak a gyárak, Budapesten pedig a sztrájk miatt alig üzemelt a tömegközlekedés. Egy sztrájktörő buszvezetőnő december 12-én így nyilatkozott a rádió Napról napra című műsorában: „Hát, máma reggel kiindultunk a 32-es busszal. Én voltam a második kimenő. Sajnos, a Zalka Máté téren rosszindulatú emberek olyan szavakkal illettek, amik nem egy munkásnő felé szólanak… Sajnos, a vonalon végig mindenhol leköpdöstek, szidalmaztak és fenyegettek és az utasokat lezavarták a kocsiról és bezavartak bennünket a garázsba.”

### Kádárék lecsapnak

#### A sortüzek
Az Országos Munkástanács megalakulását november 21-én tankok segítségével megakadályozták, a területi munkástanácsok és a NBKMT révén azonban még ekkor is fennmaradtak a forradalom és a szabadság önszerveződő testületei a restaurált kommunista rezsimben.
„Ezt a veszélyt akarta elhárítani Kádár János. Ezért dördültek el decemberben újra sortüzek a munkásvárosokban, Salgótarjánban, Tatabányán, Egerben, Miskolcon” – mondta a 131 halottat követelő salgótarjáni sortűz 50. évfordulóján elmondott beszédében 2006. december 8-án Sólyom László köztársasági elnök. A sortüzet megelőző megmozdulást Gál Lajos és Viczián Tamás munkástanácsi vezetők letartóztatása váltotta ki.  A munkástanács delegációját Marosán György kommunista vezető előre lövetéssel fenyegette meg.

#### Adminisztratív lépések
December 29-én a kormány feloszlatta az NBKMT-t. Bali Sándort és Rácz Sándort december 11-én Kádár János, a szovjetek által hatalomra segített rezsim vezetője, a Parlamentbe hívta tárgyalni, ahol azonban letartóztatták őket. Ugyancsak letartóztattak más munkástanács vezetőket, mint Tőke Ferenc, Sebestyén Miklós, Kalocsai György.
A forradalom leverését követően gyorsan újjáalakult a kommunista párttal szövetséges Szakszervezetek Országos Tanácsa (SZOT) (amelyet 1956. október 26-án oszlattak fel), amely tulajdonképpen nem volt más, mint a hatalom szakszervezeteket kontrolláló ernyőszerve. Valódi szakszervezet számára elképzelhetetlen módon a SZOT 1957. január elején elutasította a sztrájkjogot és ezzel gyakorlatilag a Munkástanácsoktól is elvették legfontosabb fegyverüket.
Az Elnöki Tanács már november végén törvényerejű rendelettel szabályozta a munkástanácsok működését és őket gyengítendő kimondta, hogy termelő tevékenységet nem végző intézményeknél tilos munkástanácsot létrehozni.
Az új uralkodó párt, az MSZMP Politikai Bizottsága 1957. augusztus 27-én határozatban mondta ki a munkástanácsok megszüntetését és helyettük a (természetesen kommunista felügyelet alatt álló) üzemi tanácsok megalakítását.
A megtorlás során 1958-ban Bali Sándort 12 évi, Rácz Sándort életfogytiglani börtönbüntetésre ítélték. Mindketten az 1963-as amnesztiával szabadultak.

## Utóéletük
Először a kommunista rezsim felbomlása idején, 1989 augusztusában alakult újra munkástanács Magyarországon, a Herendi Porcelángyárban, az éves prémium felosztása és a gyárvezetők munkája iránti általános elégedetlenség következtében. A rákövetkező hónapokban tucatszám alakultak a munkástanácsok az üzemeknél.